# 크리스 러탱
크리스토퍼 앨런 "크리스" 러탱(영어: Kristopher Allen "Kris" Letang, 1987년 4월 24일 ~ )은 캐나다의 아이스하키 선수로, 포지션은 수비수이다. 현재 내셔널 하키 리그(NHL)의 피츠버그 펭귄스 소속으로 뛰고 있다.
퀘벡주 몬트리올 출신인 러탱은 2015-16 시즌 피츠버그에서 열린 NHL 스탠리 컵 파이널 1차전에서 어시스트를 기록하는 활약했다.